# Черешово (Русенская область)
Черешово (болг. Черешово) — село в Болгарии. Находится в Русенской области, входит в общину Сливо-Поле. Население составляет 136 человек.

## Политическая ситуация
Кмет (мэр) общины Сливо-Поле — Георги Стефанов Големански (коалиция партий:  Болгарская социалистическая партия, Национальное движение «Симеон Второй», Движение за социальный гуманизм, ВМРО — Болгарское национальное движение, «Болгарская социал-демократия») по результатам выборов в правление общины.